# Lubomír Havlák (houslista)
Lubomír Havlák (* 27. února 1958, Praha) je český houslista, primárius Kvarteta Martinů.
Hru na housle začal studoval v létech 1973 až 1979 na Pražské konzervatoři u Vladimíra Rejžka. Již tam se v roce 1976 zapojil do nového kvarteta vznikajícího z iniciativy vyučujícího violoncellisty Vlachova kvarteta Viktora Moučky, kvarteto dostalo název po svém primáriovi Havlákovo kvarteto. Taje hry na housle podrobněji poznával mezi roky 1979 až 1984 na Akademii múzických umění v Praze u profesora Antonína Moravce, s vedením kvarteta ještě nezkušených hudebníků mu pomáhal violoncellista Smetanova kvarteta profesor Antonín Kohout. V roce 1983 byl na interpretačním kurzu Nathana Milsteina v Curychu.
Téměř veškerou svou další hudební činnost spojil s kvartetem, s kterým se účastnil na interpretačních kurzech u renomovaných kvartetních souborů (Tel Aviv kvarteto, Amadeus kvarteto, Guarneri kvarteto, Julliard kvarteto). Pilné studium a hudební nadání nedalo na sebe dlouho čekat, získal s kvartem řadu ocenění na mezinárodních soutěží včetně Pražského jara. V roce 1985 změnil jeho jméno na Kvarteto Martinů.
Jako primárius kvarteta dbá nejen na přednes, ale také na pestrost repertoáru který obsahuje řadu skladeb od klasiků české i světové hudby až po autory současné, těžiště však leží v české komorní hudbě. Pod jeho vedením vznikla řada nahrávek pro Český rozhlas i rádia německá, anglická a francouzská i široká paleta nahraných hudebních CD u tuzemských i zahraničních hudebních společností, mnohé v součinnosti se špičkovými hudebníky jiných nástrojů nebo orchestry.
Kromě vedení a hraní v kvartetu se příležitostně věnuje pedagogické činnosti, sólovému vystupování nebo hrává jako koncertní mistr s Talichovým komorním orchestrem. Skutečnost, že Kvarteto Martinů hraje pod jeho vedením nepřetržitě již 35 let svědčí o jeho houževnatostí a nespornému talentu k týmové práci.